# Шонхыр
Шонхыр — гора в Хакасии, наивысшая отметка (2789,1 м) высокогорного крутосклонного массива субширотного простирания, площадью около 2 тысяч км², расположена в предгорьях Западного Саяна (юго-запад Таштыпского района).
Вершина — скалистая альпино-типная. Склоны выше 2000 м над уровнем моря. покрыты тундрами (мохово-лишайниковыми, кустарниковыми) на слабо развитых горно-тундровых почвах. На высоте 1500—2000 м над уровнем моря отмечаются валунно-суглинистые морены, каменистые россыпи с альпийскими и субальпийскими лугами, редколесья на горно-луговых почвах. Нижняя часть склона покрыта темнохвойной тайгой на горных перегнойно-торфянистых мерзлотных почвах. На южном склоне из цирковых озер начинаются притоки р. Каирсу (правый приток р. Большой Абакан).